# Naturschutzgebiet Bleikuhlen und Wäschebachtal

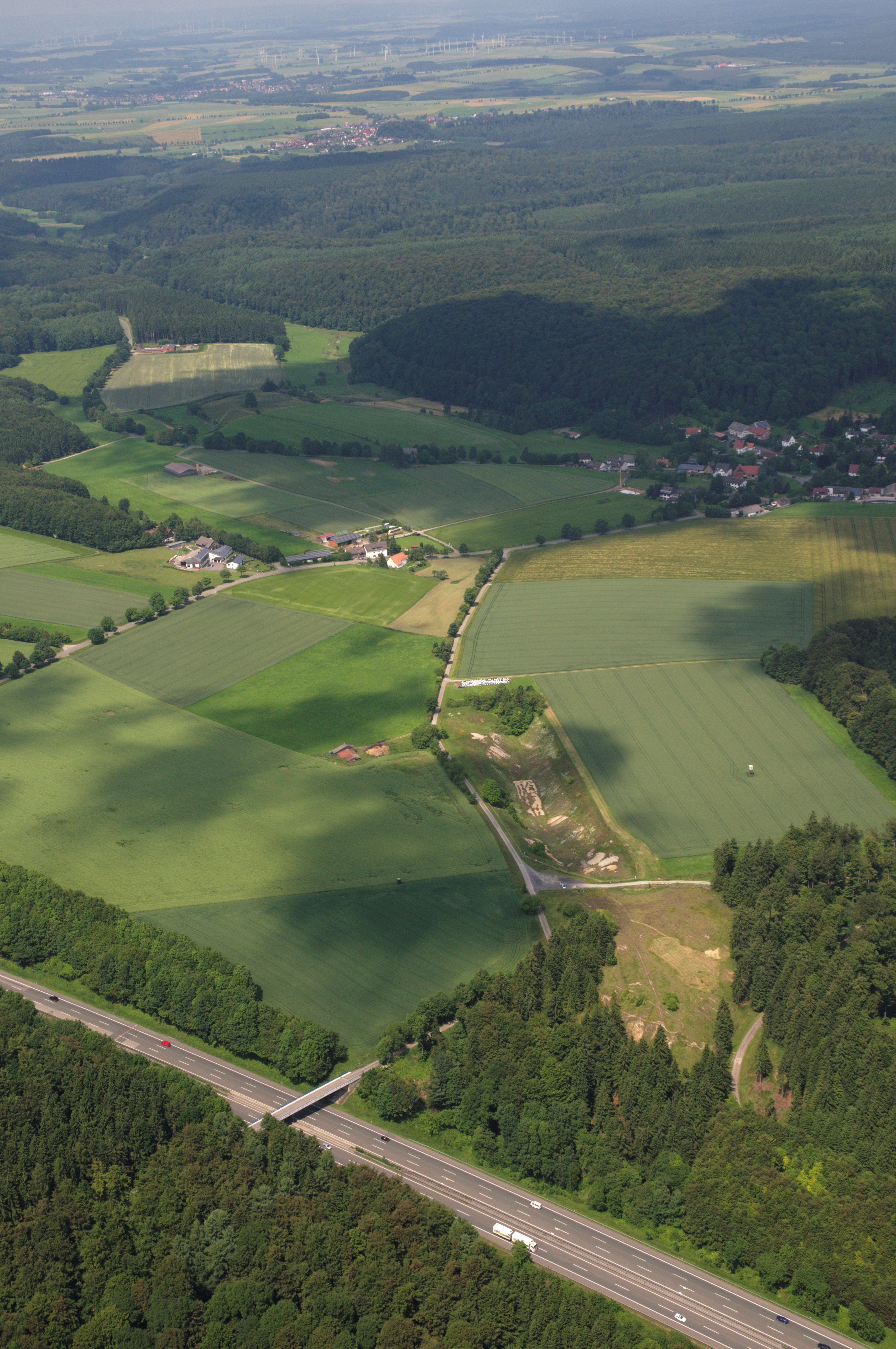
Erztagebaugebiet mit den drei Schutzgebieten auf einem Luftbild

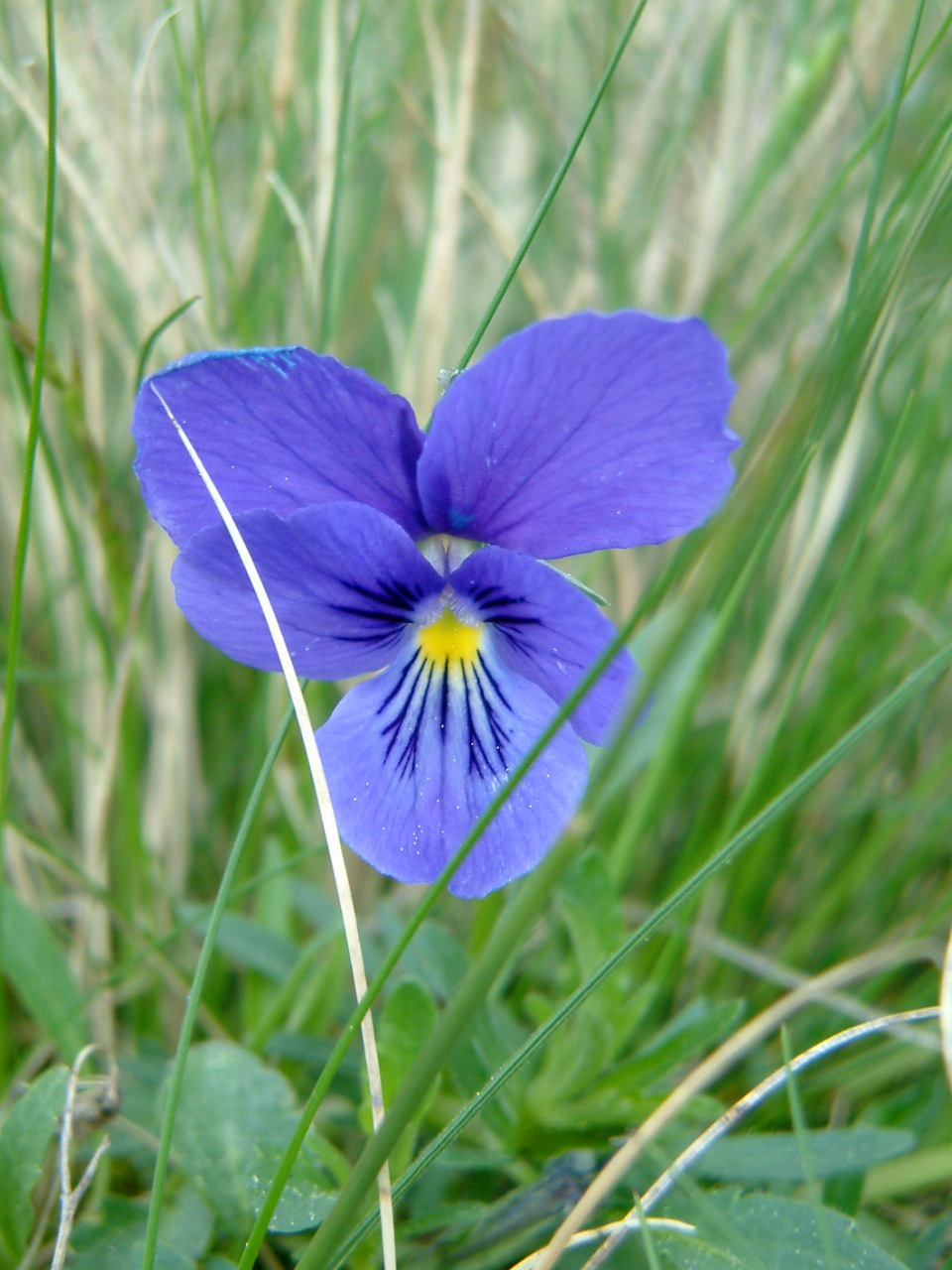
Violettes Galmei-Stiefmütterchen

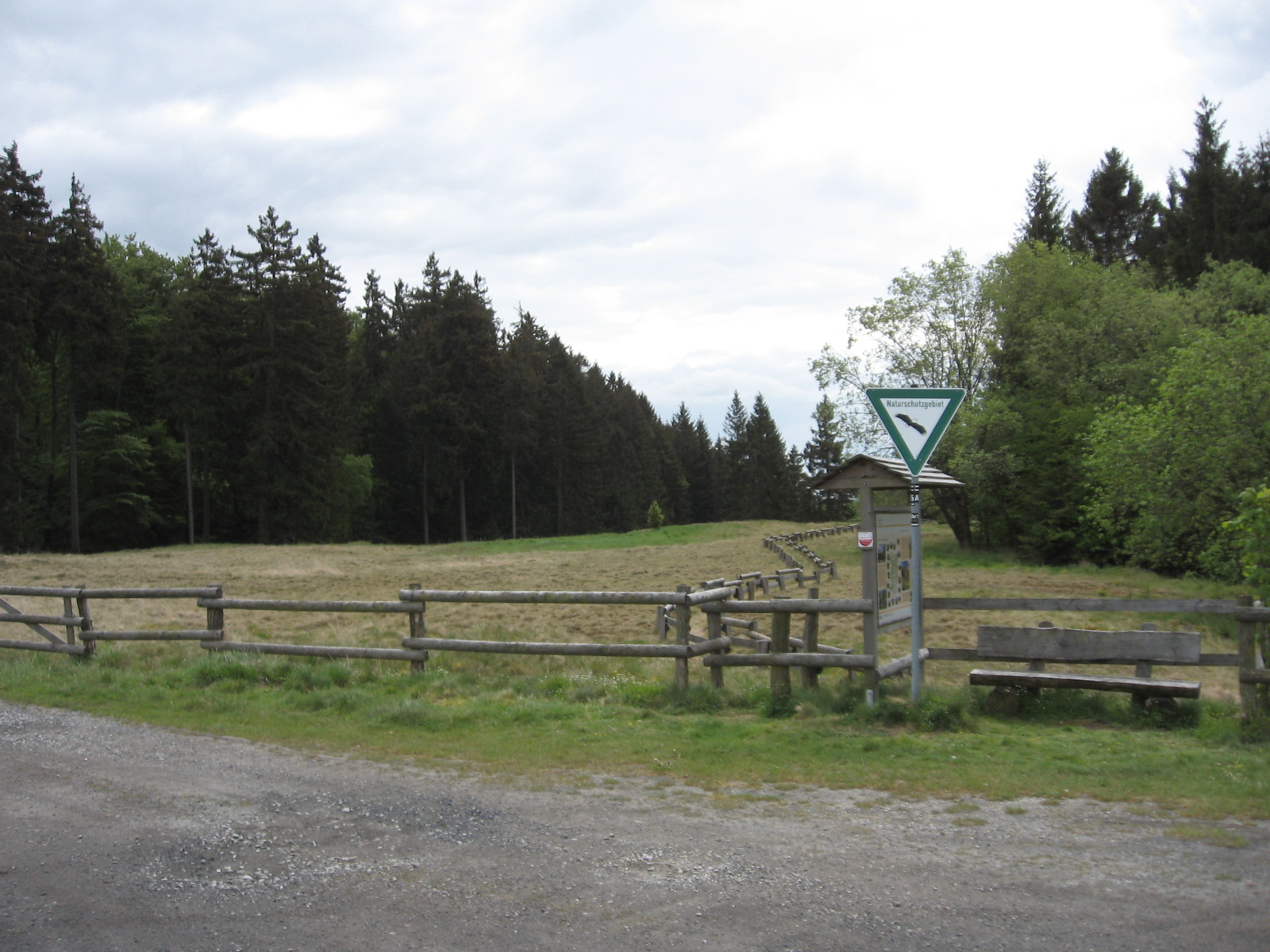
Naturschutzgebiet Bleikuhlen und Wäschebachtal

Das Naturschutzgebiet Bleikuhlen und Wäschebachtal mit einer Größe von 12,06 ha liegt südlich von Blankenrode im Stadtgebiet von   Lichtenau im Kreis Paderborn, gehört aber zur Stadt Warburg im Kreis Höxter. Die Fläche wurde bereits 1969 vom Regierungsbezirk Detmold als Naturschutzgebiet (NSG) ausgewiesen. 1969 wurde nur der Erztagebau nahe Blankenrode als NSG ausgewiesen. 1969 wurde auch eine angrenzende Fläche im Stadtgebiet Lichtenau im Bleikuhlen und Wäschebachtal mit ausgewiesen. 2002 wurde zusätzlich eine zweite getrennte Fläche südöstlich des Tagebaus mit ausgewiesen. Hier grenzt im Hochsauerlandkreis direkt das Naturschutzgebiet Wäschebach / Tieberg an. Die zuletzt genannten Flächen liegen am Wäschebach. 2014 wurde der Teil des Naturschutzgebietes im Kreis Paderborn abgetrennt und als Naturschutzgebiet Bleikuhlen mit dem Landschaftsplan Lichtenau ausgewiesen.
Das NSG stellt eine Teilflächen im Fauna-Flora-Habitat (FFH) Bleikuhlen und Wäschebachtal (Natura 2000-Nr. DE-4419-303) im Europäischen Schutzgebietssystem nach Natura 2000 dar. Es handelt sich um einen ehemaligen Erztagebau in dem ab dem 12. Jahrhundert bis 1745 Bleierz abgebaut wurde. In der zweiten Hälfte des 18. Jahrhunderts bis Anfang des 20. Jahrhunderts wurde Galmei abgebaut. Die Fläche des eigentlichen Erztagebaus wird hier in drei verschiedenen Städten und Kreisen geschützt, da hier die Grenzen zusammenstoßen. Die Besonderheit des Naturschutzgebietes ist das Violettes Galmei-Stiefmütterchen (Viola guestphalica).

## Beschreibung
Das NSG erfasst Teile der Gruben des Erztagebaus und weitere Flächen etwas entfernt am Wäschebach im Stadtgebiet von Warburg. Angrenzend an das nördliche Gebietsteil im Kreis Paderborn liegt das dortige Naturschutzgebiet Bleikuhlen. Erst 2014 erfolgte die Ausweisung vom Naturschutzgebiet Bleikuhlen als eigenständiges NSG mit dem Landschaftsplan Lichtenau. Die Halde des Erztagebaus wird im Naturschutzgebiet Bleikuhle im Stadtgebiet Marsberg im Hochsauerlandkreis geschützt. Im NSG befindet sich ein Schwermetallrasen mit dem Violetten Galmei-Stiefmütterchen.

## Violettes Galmei-Stiefmütterchen
Im NSG kommt das Violette Galmei-Stiefmütterchen (Viola guestphalica) vor. Das Violette Galmei-Stiefmütterchen kommt weltweit ausschließlich an einem Wuchsort im Grenzgebiet der Kreise Paderborn, Höxter und Hochsauerlandkreis vor. Das gesamte Vorkommen befindet sich im FFH-Gebiet Bleikuhlen und Wäschebachtal von 71 ha Größe. Ein Hauptschutzziel des Gebietes ist neben dem Erhalt der vorhandenen Schwermetallrasen, die Vernetzung und die Wiederherstellung von Schwermetallrasen auf geeigneten Standorten im Schutzgebiet. Das FFH-Gebiet setzt sich aus Teilen von vier Naturschutzgebieten zusammen. Dabei handelt es sich um das 1969, von der Bezirksregierung Detmold ausgewiesene Naturschutzgebiet Bleikuhlen und Wäschebachtal. Seit 2014 wurde die Teilfläche im Kreis Paderborn als Naturschutzgebiet Bleikuhlen getrennt ausgewiesen. Ferner um die beiden 2008 vom Hochsauerlandkreis ausgewiesenen Gebiete Naturschutzgebiet Wäschebach / Tieberg und das Naturschutzgebiet Bleikuhle.
Das Violette Galmei-Stiefmütterchen wächst in offenem, extrem stickstoffarmem und von Natur aus mit Schwermetallen kontaminiertem Grasland auf Trocken- und Halbtrockenrasen an halbschattigen bis sonnigen Plätzen im Schwermetallrasen. Neben der Bleikuhle, dem ehemaligen Tagebau, und der Abraumhalde wächst sie unterhalb der Bleikuhlen in einer mit Schwermetallen belasteten Wiese des Wäschebachtales. Im NSG Wäschebachtal / Tieberg werden die beiden Wiesen mit Vorkommen des Violetten Galmei-Stiefmütterchens jährlich vom Verein für Natur- und Vogelschutz im Hochsauerlandkreis (VNV) gemäht, um eine Verbuschung bzw. Wiederbewaldung und damit ein Verschwinden der Art zu verhindern.